# Saison 2015 de l'équipe cycliste Bardiani CSF
La saison 2015 de l'équipe cycliste Bardiani CSF est la trente-quatrième de cette équipe.

## Préparation de la saison 2015

### Arrivées et départs
| Arrivées           | Équipe 2014                       |
| ------------------ | --------------------------------- |
| Simone Andreetta   | Zalf Euromobil Désirée Fior       |
| Luca Chirico       | MG Kvis-Wilier                    |
| Paolo Simion       | Mastromarco Sensi Dover Benedetti |
| Luca Sterbini      | Pala Fenice                       |
| Simone Sterbini    | Pala Fenice                       |
| Alessandro Tonelli | Zalf Euromobil Désirée Fior       |

| Départs           | Équipe 2015         |
| ----------------- | ------------------- |
| Marco Canola      | UnitedHealthcare    |
| Marco Coledan     | Trek Factory Racing |
| Paolo Colonna     |                     |
| Donato De Ieso    |                     |
| Filippo Fortin    | GM                  |
| Stefano Locatelli |                     |
| Angelo Pagani     | retraite            |

## Coureurs et encadrement technique

### Effectif
| Cycliste                   | Date de naissance  | Nationalité | Équipe 2014                       |  |
| -------------------------- | ------------------ | ----------- | --------------------------------- |  |
| Simone Andreetta           | 30 août 1993       | Italie      | Zalf Euromobil Désirée Fior       |  |
| Enrico Barbin              | 4 mars 1990        | Italie      | Bardiani CSF                      |  |
| Enrico Battaglin           | 17 novembre 1989   | Italie      | Bardiani CSF                      |  |
| Nicola Boem                | 27 septembre 1989  | Italie      | Bardiani CSF                      |  |
| Francesco Manuel Bongiorno | 1er septembre 1990 | Italie      | Bardiani CSF                      |  |
| Luca Chirico               | 16 juillet 1992    | Italie      | MG Kvis-Wilier                    |  |
| Sonny Colbrelli            | 17 mai 1990        | Italie      | Bardiani CSF                      |  |
| Andrea Manfredi            | 10 février 1992    | Italie      | Bardiani CSF                      |  |
| Andrea Piechele            | 29 juin 1987       | Italie      | Bardiani CSF                      |  |
| Stefano Pirazzi            | 11 mars 1987       | Italie      | Bardiani CSF                      |  |
| Nicola Ruffoni             | 14 décembre 1990   | Italie      | Bardiani CSF                      |  |
| Paolo Simion               | 10 octobre 1992    | Italie      | Mastromarco Sensi Dover Benedetti |  |
| Luca Sterbini              | 12 novembre 1991   | Italie      | Pala Fenice                       |  |
| Simone Sterbini            | 11 décembre 1993   | Italie      | Pala Fenice                       |  |
| Alessandro Tonelli         | 29 mai 1992        | Italie      | Zalf Euromobil Désirée Fior       |  |
| Edoardo Zardini            | 2 novembre 1989    | Italie      | Bardiani CSF                      |  |

## Bilan de la saison

### Victoires
| Date       | Course                                 | Pays   | Classe | Vainqueur       |
| ---------- | -------------------------------------- | ------ | ------ | --------------- |
| 19/05/2015 | 10e étape du Tour d'Italie             | Italie | WT     | Nicola Boem     |
| 18/08/2015 | 1re étape du Tour du Limousin          | France | 2.1    | Sonny Colbrelli |
| 21/08/2015 | Classement général du Tour du Limousin | France | 2.1    | Sonny Colbrelli |
| 11/10/2015 | Grand Prix Bruno Beghelli              | Italie | 1.HC   | Sonny Colbrelli |

### Résultats sur les courses majeures
Les tableaux suivants représentent les résultats de l'équipe dans les principales courses du calendrier international dans lesquelles l'équipe bénéficie d'une invitation. Pour chaque épreuve est indiqué le meilleur coureur de l'équipe, son classement ainsi que les accessits glanés par Bardiani CSF sur les courses de trois semaines.

#### Classiques
| Classique            | Milan-San Remo        | Tour des Flandres | Paris-Roubaix | Liège-Bastogne-Liège | Tour de Lombardie     |
| -------------------- | --------------------- | ----------------- | ------------- | -------------------- | --------------------- |
| Coureur (classement) | Sonny Colbrelli (18e) | Non invitée       | Non invitée   | Non invitée          | Edoardo Zardini (22e) |

#### Grands tours
| Grand tour           | Tour d'Italie                    | Tour de France | Tour d'Espagne |
| -------------------- | -------------------------------- | -------------- | -------------- |
| Coureur (classement) | Stefano Pirazzi (22e)            | Non invitée    | Non invitée    |
| Accessits            | 1 victoire d'étape (Nicola Boem) | -              | -              |

### Classement UCI

#### UCI America Tour
L'équipe Bardiani CSF termine à la 33e place de l'America Tour avec 31 points. Ce total est obtenu par l'addition des points des huit meilleurs coureurs de l'équipe au classement individuel, cependant seuls deux coureurs sont classés,.
| Rang | Coureur         | Points |
| ---- | --------------- | ------ |
| 139  | Sonny Colbrelli | 23     |
| 306  | Stefano Pirazzi | 8      |